# Munébrega
Munébrega ist ein nordspanischer Ort und eine Gemeinde (municipio) mit 361 Einwohnern (Stand: 2024) im Westen der Provinz Saragossa und der Autonomen Region Aragonien. Der Ort gehört zur bevölkerungsarmen Serranía Celtibérica.

## Lage und Klima
Munébrega liegt etwa 110 Kilometer (Luftlinie) westsüdwestlich von Saragossa in einer Höhe von 750 m. Das Klima ist gemäßigt bis warm; der eher spärliche Regen (ca. 442 mm/Jahr) fällt mit Ausnahme der eher trockenen Sommermonate übers Jahr verteilt.

## Geschichte
Der Ortsname wird in eine Beziehung zu dem keltiberischen Oppidum Mundobriga bzw. Mundobrix gesehen. Die Siedlung soll bis in die muslimische Zeit bestanden haben. Die Archäologie hat seit 1998 zahlreiche Reste keltiberischer Keramik aus dem Boden geborgen, die auf einen gewissen Reichtum schließen lassen. Mundobriga lag wohl ursprünglich an einem Lauf des Río Jalon.

## Bevölkerungsentwicklung
| Jahr      | 1970 | 1981 | 1991 | 2001 | 2011 | 2021 |
| Einwohner | 820  | 665  | 524  | 463  | 467  | 360  |

Die Mechanisierung der Landwirtschaft, die Aufgabe bäuerlicher Kleinbetriebe und der damit verbundene Verlust von Arbeitsplätzen führten seit der Mitte des 20. Jahrhunderts zu einem deutlichen Rückgang der Bevölkerung (Landflucht).

## Sehenswürdigkeiten

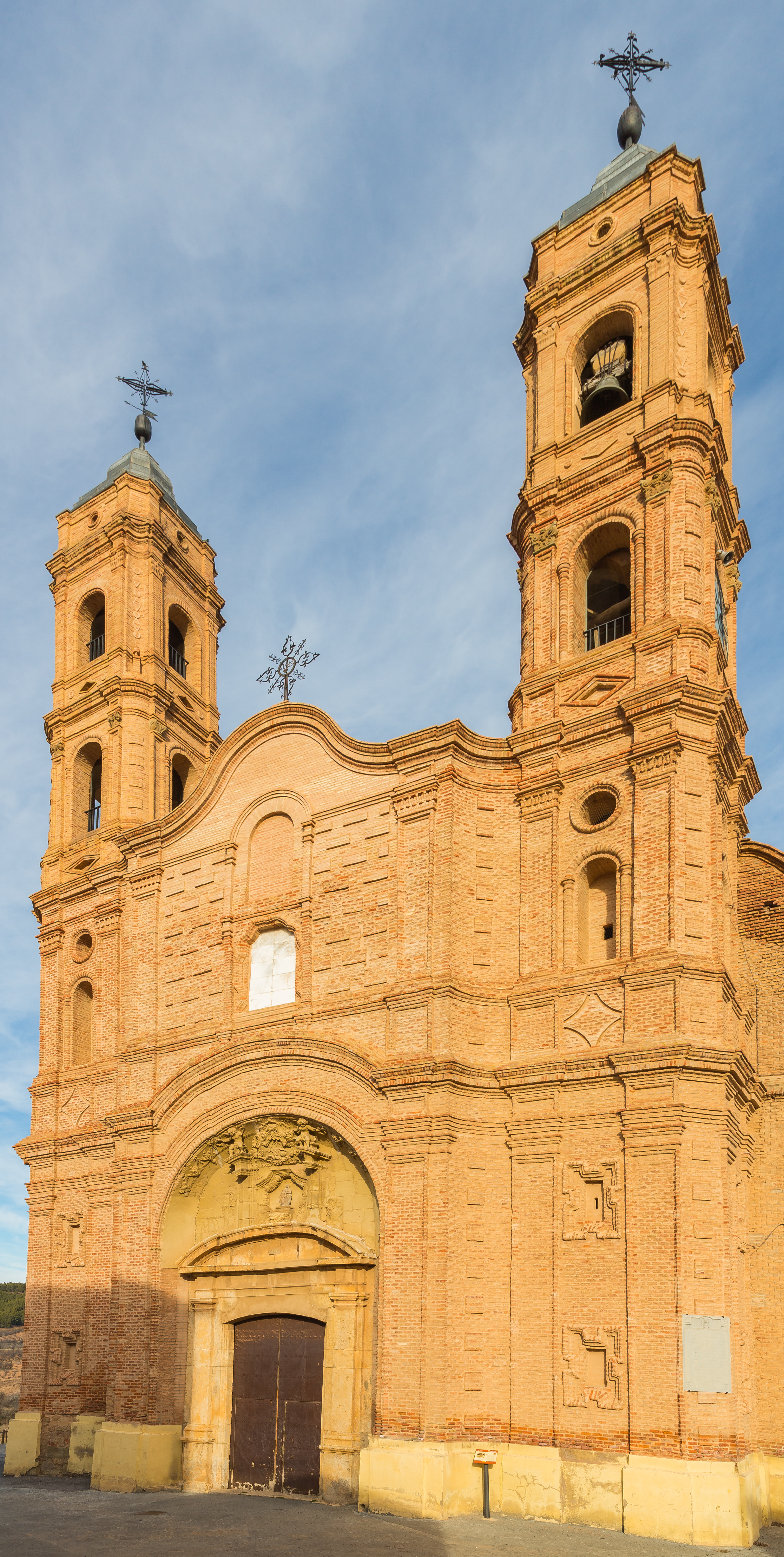
Himmelfahrtskirche
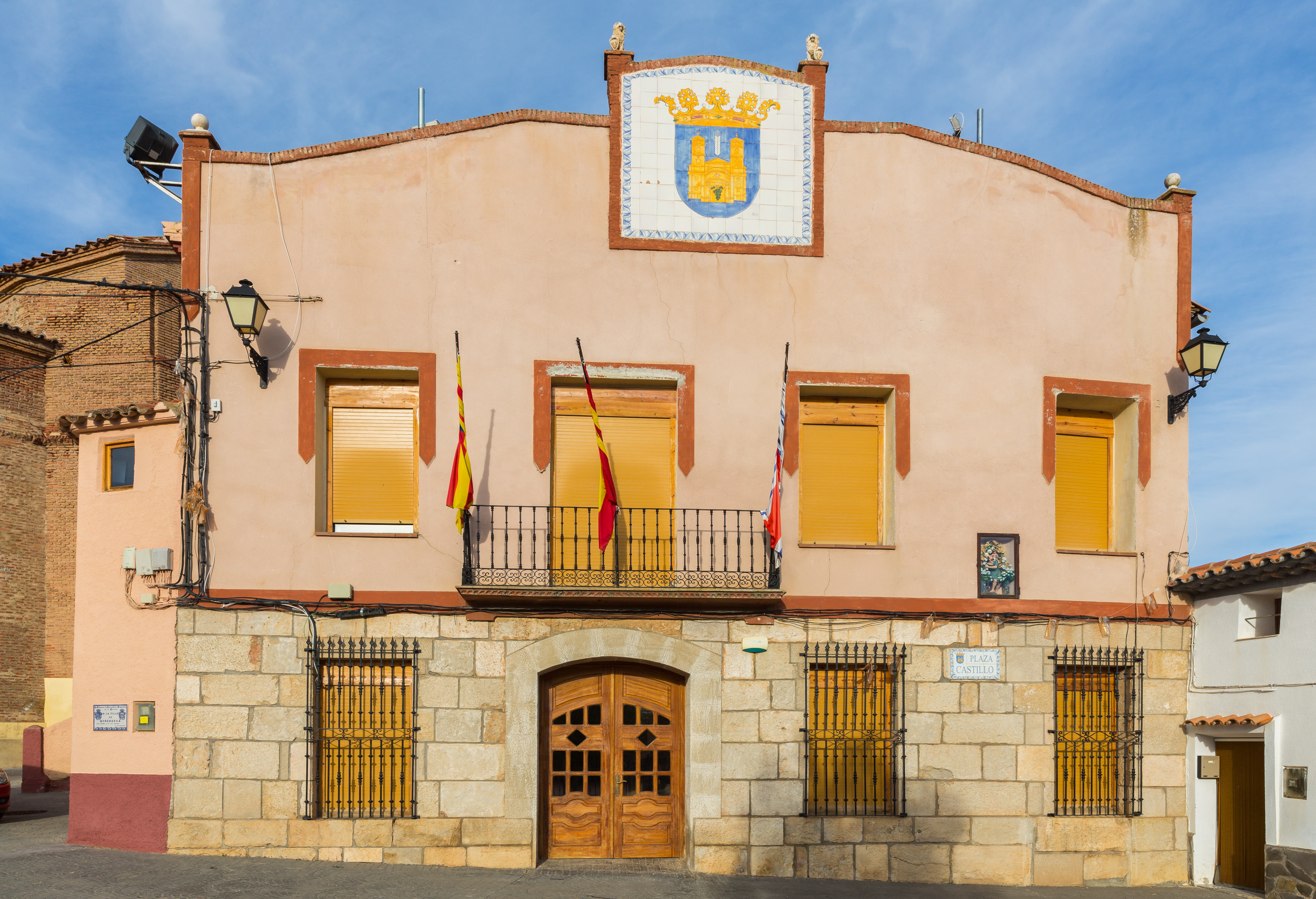
Rathaus

- Himmelfahrtskirche
- Rathaus

## Persönlichkeiten
- Blasco Fernandez de Heredia (Lebensdaten im 14. Jahrhundert), aragonesischer Adeliger
- Juan Fernández de Heredia (um 1310–1396), Schreiber, Diplomat und 32. Großmeister des Johanniterordens (auf Rhodos)
- Garcia Fernandez de Heredia (1335–1411), Bischof von Vic (1377–1387), Erzbischof von Saragossa (1383–1411)
- Julián Lobera y Voltierra (gestorben 1435), Bischof von Tarazona, Kardinal des Gegenpapstes Benedikt XIII.
- Julián Garcés (1452–1541), Bischof von Tlaxcala (1527–1541, später: Bistum Puebla de los Ángeles)
- Juan González de Munébrega (vor 1536–1567), Inquisitor, Bischof von Tarazona (1547–1567)
- Justo Bueno Pérez (1907–1944), Revolutionär